# 蒙特貝洛潟湖國家公園

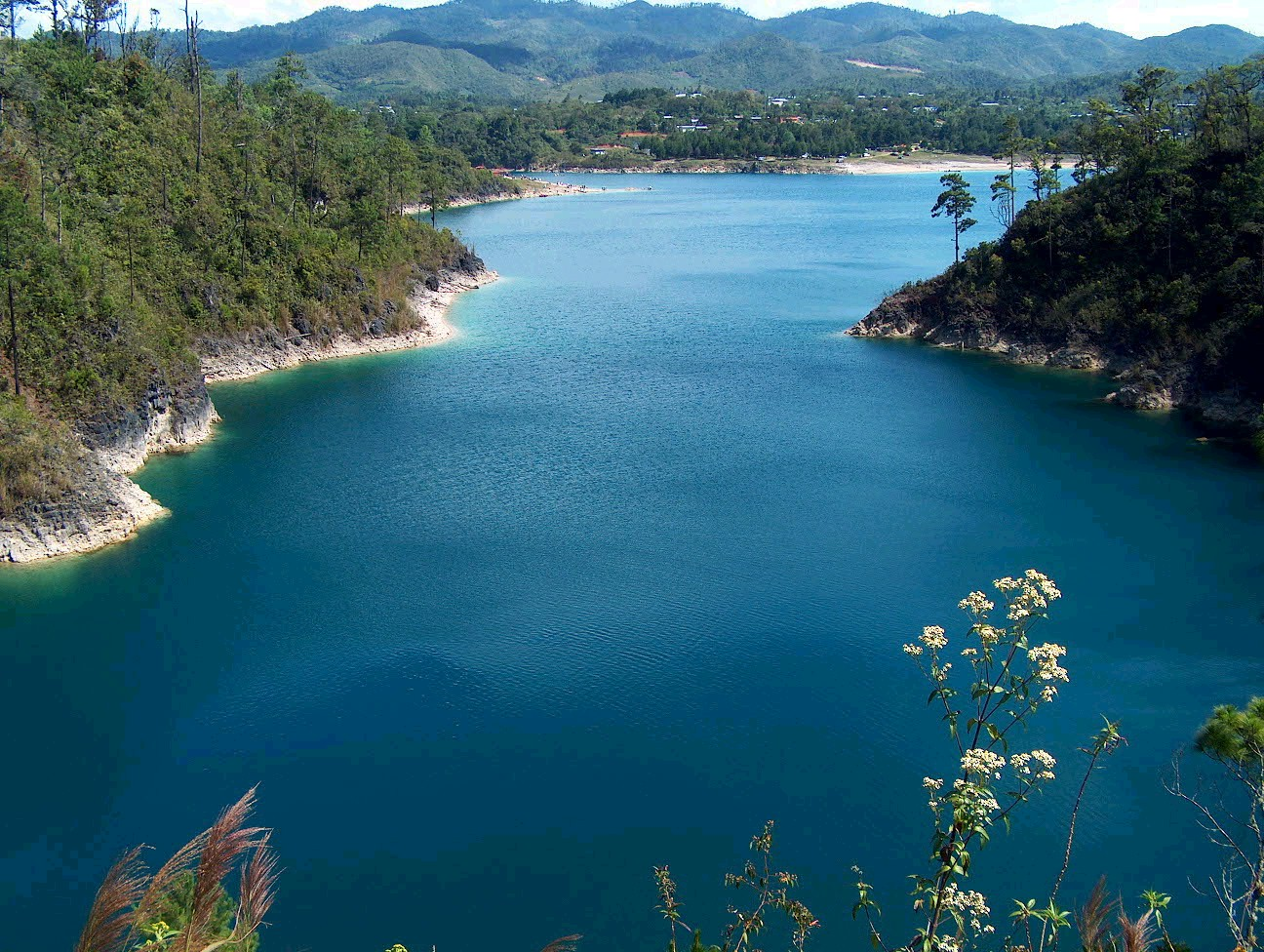

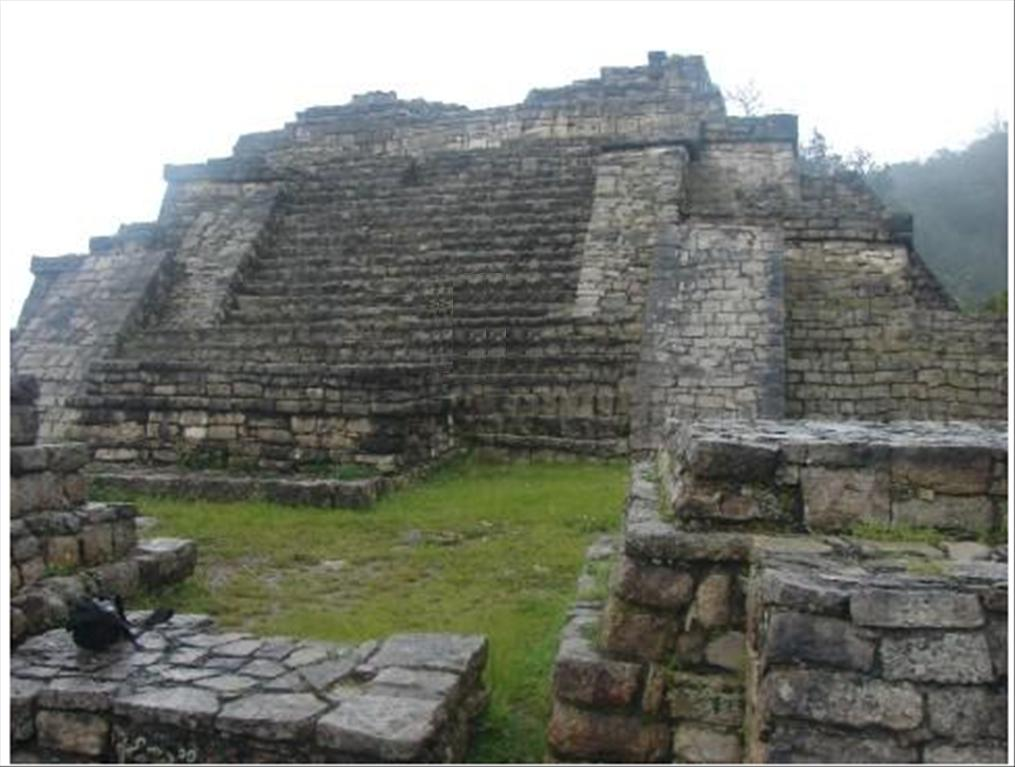

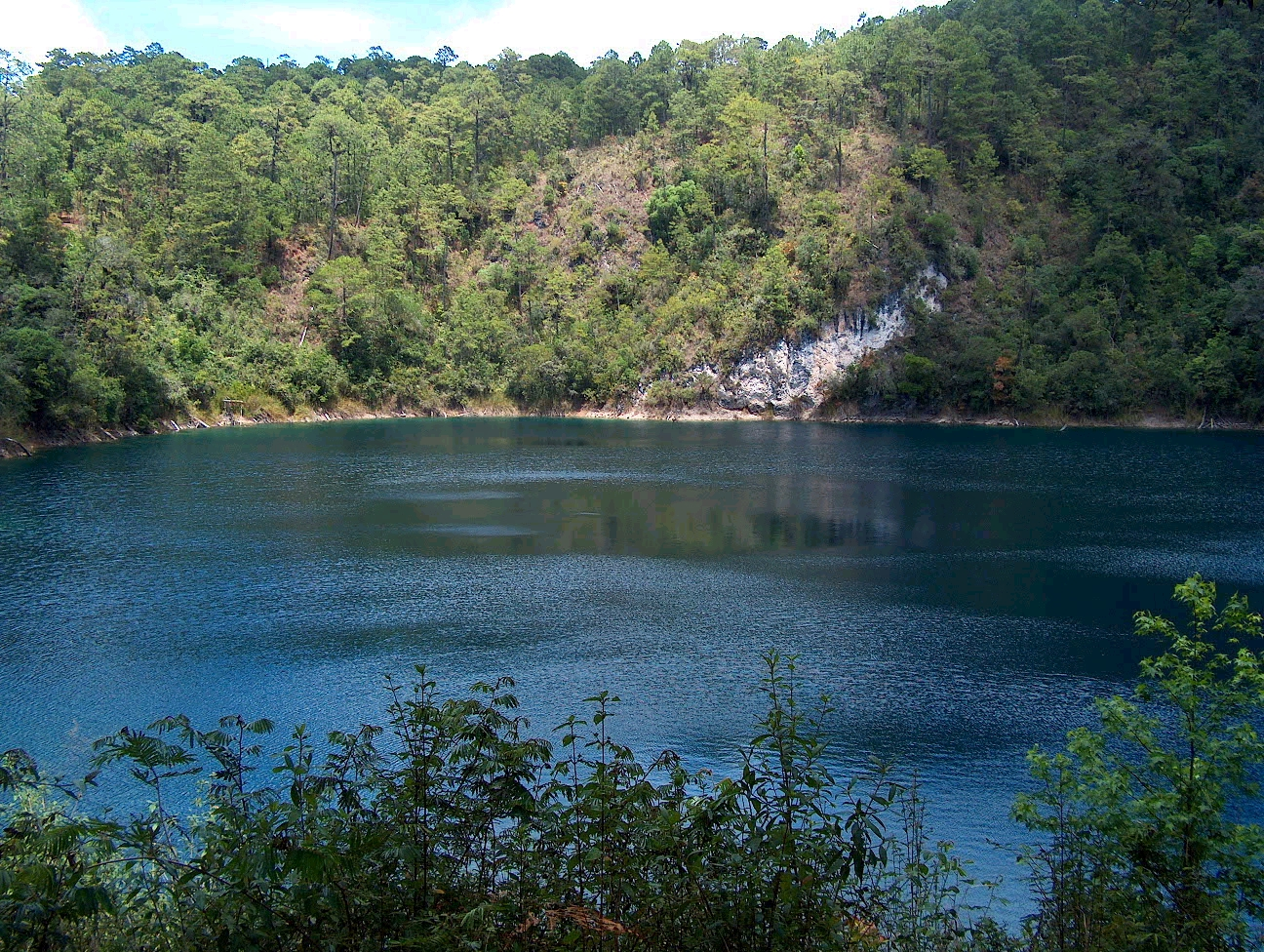

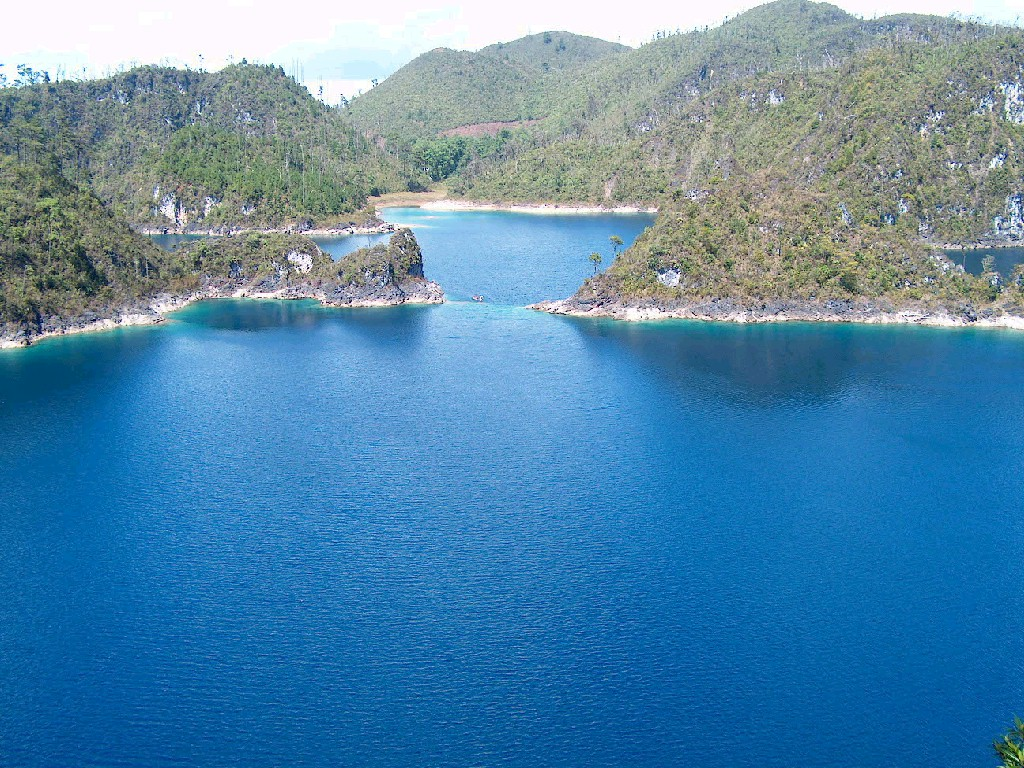

蒙特貝洛潟湖國家公園是墨西哥的國家公園，由恰帕斯州負責管轄，距離科米坦德多明格斯1小時車程，始建於1959年12月16日，面積60平方公里，海拔高度1,500至1,800米。